# Agatangelo I di Costantinopoli
Agatangelo (in greco Αγαθάγγελος?; Edirne, 1769 – Edirne, 1832) è stato un arcivescovo ortodosso greco con cittadinanza ottomana, che ha ricoperto la carica di Patriarca ecumenico di Costantinopoli tra il 1826 e il 1830.

## Biografia
Nacque in un villaggio vicino a Edirne, fatto che contribuì alle accuse di avere un'ascendenza bulgara. Lì ricette la prima istruzione.

### Carriera ecclesiastica
Divenne monaco nel monastero di Iviron sul Monte Athos. Intorno al 1800 divenne sacerdote della comunità greca di Mosca. Nel novembre 1815 fu eletto vescovo metropolitano di Belgrado e nell'agosto 1825 Metropolita di Calcedonia.

#### Patriarcato
Il 26 settembre del 1826, dopo che Crisanto I fu deposto ed esiliato, Agatangelo fu eletto Patriarca di Costantinopoli.
Era uno dei patriarchi più istruiti del suo tempo. Parlava greco, turco, bulgaro, russo e francese  Il suo regno fu associato ad alcune azioni che ne ridussero il prestigio e provocarono reazioni accese. Il primo fu il suo coinvolgimento nella Guerra d'indipendenza greca nel 1827, quando alcuni dei capi principali della Grecia centrale chiesero la sua intercessione presso il sultano Mahmud II in modo da ricevere un'amnista. Agatangelo, su ordine del Sultano, inviò una delegazione a Ioannis Kapodistrias, chiedendo che i Greci si sottomettessero al Sultano, un atto che contaminava la sua reputazione di anti-etnicità. Insieme al suo coinvolgimento nell'elezione del Patriarca di Gerusalemme, a cui furono attribuite corruzione e instabilità economica e amministrativa, ciò portò alla sua deposizione il 5 luglio 1830.

### Esilio e morte
Successivamente, fu esiliato a Kayseri e successivamente a Edirne, dove morì nel 1832.